# Jean-Baptiste-Pierre Chardon du Ranquet de Chalus
Pour les articles homonymes, voir Chalus.
Jean-Baptiste-Pierre Chardon du Ranquet de Chalus (28 septembre 1766, Clermont-Ferrand - 29 décembre 1847, Clermont-Ferrand), est un homme politique français.

## Biographie
Cousin germain de Michel-Claude Pellissier de Féligonde, il est maire de Chalus et conseiller général du Puy-de-Dôme.
Royaliste ardent, il est élu député du Puy-de-Dôme le 10 octobre 1821 et est réélu le 6 mars 1824. Chardon-Duranquet de Chalus fait partie de la « contre-opposition » à l'égard du ministère Villèle.
Il était chevalier de l'ordre de Saint-Louis.